# 艾蘭格羅夫 (伊利諾伊州桑加蒙縣)
艾蘭格羅夫（英語：Island Grove）是位於美國伊利諾伊州桑加蒙縣的一個非建制地區。該地的面積和人口皆未知。

## 地理
艾蘭格羅夫的座標為39°43′27″N 89°57′39″W / 39.72417°N 89.96083°W，而該地的平均海拔高度為201米（即659英尺）。